# Crematogaster smithi
Crematogaster smithi   (лат.) — вид мелких муравьёв (Formicidae) рода Crematogaster (подрод Orthocrema) из подсемейства Myrmicinae. Это первый вид общественных перепончатокрылых насекомых, у которого обнаружена морфологически специализированная каста самок для откладки пищевых яиц. Иногда рассматривается в качестве подвида Crematogaster minutissima Mayr, 1870 под названием Crematogaster minutissima subsp. smithi Creighton, 1939.

## Распространение
Северная Америка: США.

## Описание
Мелкие муравьи жёлтого или коричневого цвета, длина рабочих и самцов около 2 мм (крупные рабочие 4 мм; самки крупнее, более 6 мм). В семьях Crematogaster smithi обнаружены три касты женского пола: матки (крылатые самки) и два типа рабочих особей. Наряду с обычными рабочими встречаются крупные рабочие («large workers», но не солдаты), которые морфологически промежуточны между крылатыми самками и мелкими рабочими и специализированы на откладке неоплодотворенных трофических яиц. В колониях без маток, такие крупные рабочие откладывают яйца, из которых затем развиваются только самцы. Но в нормальных семьях с царицами яйца таких рабочих съедают личинки.
Эта третья каста самок (крупные рабочие) промежуточна не только по размерам, но и по весу, анатомии и поведению. Длина груди (Weber’s alitrunk length) у самок равна 1.95 ± 0.08 мм (n = 21), у мелких рабочих — 0.63 ± 0.04 мм (n = 62), а у крупных рабочих — 1.01 ± 0.05 мм (n =17). Мелкие рабочие весят 0.72 ± 0.17 мг, матки — 5.3 ± 1.44 мг (n = 3), а крупные рабочие — 2.2 ± 0.37 мг. Крупные рабочие отличаются от других каст также и анатомически. Если у самок в брюшке содержится 18-24 овариол (в среднем 20) и есть сперматека, то у мелких рабочих 2 овариолы и отсутствует сперматека, а у крупных рабочих 6-12 овариол (в среднем 10) и также отсутствует сперматека.
Сходная 3-я каста самок, называемая интеркасты («intercastes»), или эргатоиды («ergatoids»), эргатогины («ergatogynes»), большие рабочие («large workers»), промежуточные рабочие («intermediate workers») обнаружена и у других видов подрода Orthocrema, например у Crematogaster pygmaea (Бразилия), Crematogaster biroi и Crematogaster schimmeri (Тайвань). Однако, отсутствие сперматеки у крупных рабочих говорит о том, что они не могут спариваться и поэтому не являются эргатоидными самками, а выполняют специфическую функцию по отладке трофических яиц.
Впервые таксон Cr. smithi был описан под названием Crematogaster (Orthocrema) minutissima subsp. thoracica  Creighton, 1939, которое затем как преоккупированное было заменено на Crematogaster (Orthocrema) minutissima subsp. smithi Creighton, 1950.

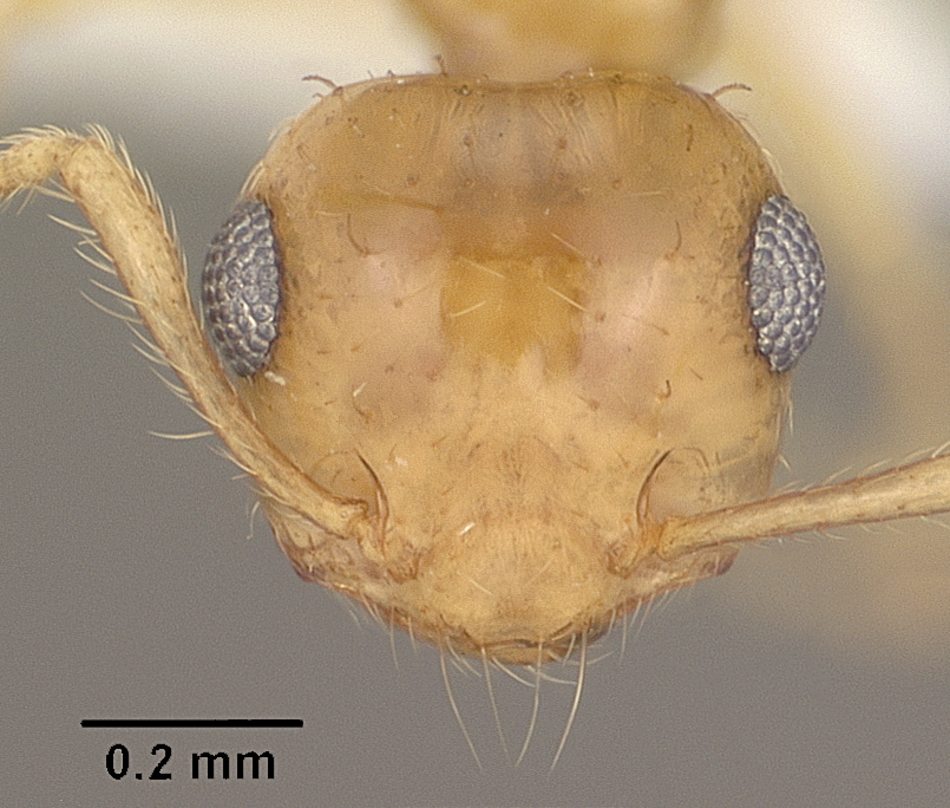
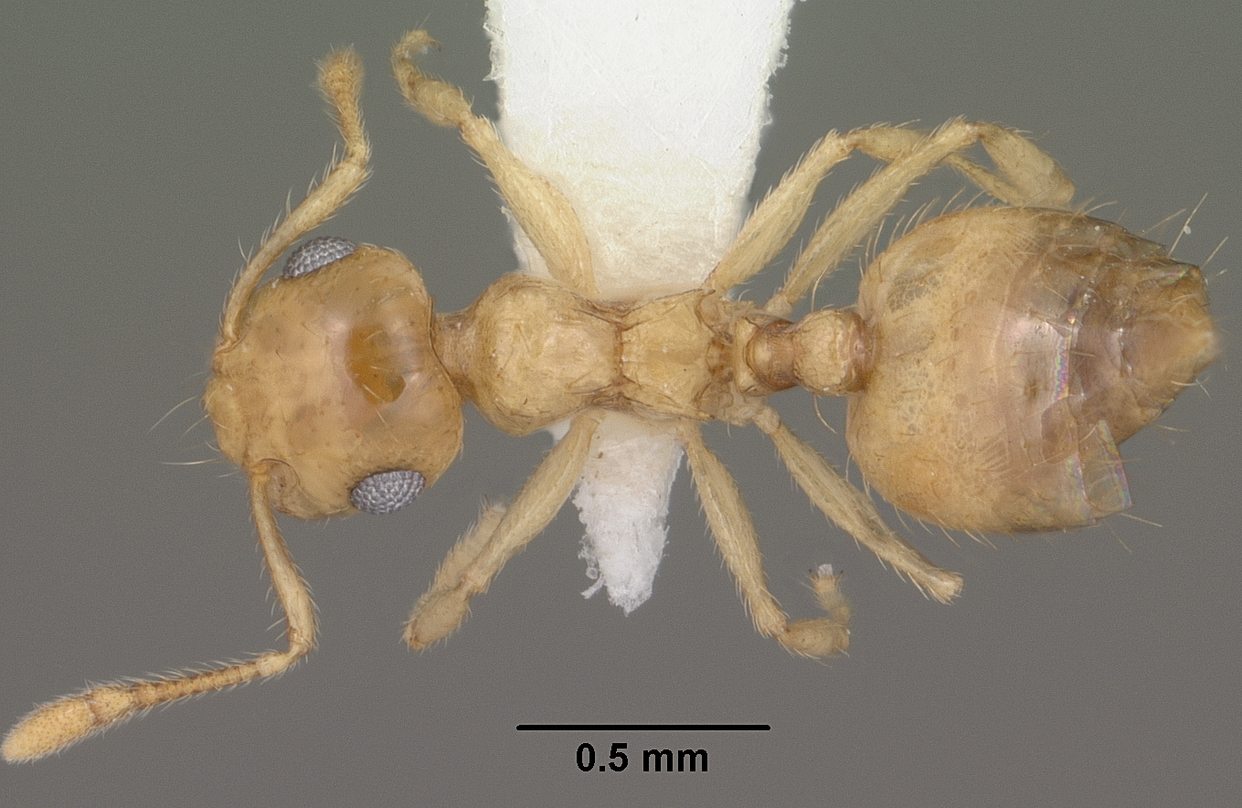